# Языков, Пётр Александрович
Пётр Алекса́ндрович Языко́в (5 (17) июня 1800 — 6 (18) августа 1869) — инженер-генерал-лейтенант, директор департамента железных дорог. Брат директора Императорского стеклянного завода  М. А. Языкова.

## Биография
Сын богатого тульского помещика Александра Ивановича Языкова (1752—1828) от вольноотпущенной крестьянки Евдокии Ивановны (ум. 1838). Родился до освященного церковью брака и был узаконен Высочайшим указом от 26.10.1801 года. Детство провёл в  родовом имении в селе Сергиевском на Упе.
В 1816 году поступил в Институт Корпуса инженеров путей сообщения. Через два года, в 1818 году, он получил чин прапорщика, а в 1820 году — поручика. Тогда же был определён на службу в IX округ путей сообщения. В 1823 году он занял новую должность — репетитора института. Вслед за получением чина капитана последовал в 1825 году перевод в I округ путей сообщения. Здесь Языков поступил в распоряжение капитана Линдена; в их задачи входило определение нового направления для Московского шоссе от Крестцов.
В 1826 году Языков переведён в помощники к капитану Н. О. Крафту. Их целью было создать проект, в рамках которого можно было объединить Волгу с Доном и в Рязанской губернии Дон с Окой. В 1827 году ему в задачи был поставлен проект уже по осушению болотистых мест в дачах Царскосельского правления. В то же время от императора последовало поручение о переводе с французского языка труда генерал-адъютанта барона Г. Жомини под названием «Краткое начертание военного искусства, или Новый аналитический обзор главных соображений стратегии, высшей тактики и военной политики». В награду за перевод Языков получил от императора 500 рублей ассигнациями. В 1829 году он стал майором. В 1831 году Языков занял должность профессора военных наук в институте. В следующем году он стал преподавателем основанной тогда Императорской военной академии — преподавал курс военной географии. Результатом стал труд под названием «Опыт теории военной географии. Ч. 1: Изложение теории» (СПб.: в Тип. А. Воейкова и К°, 1838. — [6], XII, 270, IX с.), отмеченный Академией наук Демидовской премией. Впоследствии его перевёл на немецкий И. Ф. Штукенберг; перевод был издан в Берлине в 1840 году.
В 1842 году полковник Языков получил должность инспектора классов Строительного училища, оставив преподавание в военной академии. В 1843 году его назначили инспектором классов в институт Корпуса инженеров путей сообщения. На этой должности Языков проработал до 1849 года, будучи в то же время членом различных комитетов: для начертания общего плана водных и сухопутных сообщений в империи, комитета о геодезических инструментах, комитета по изданию полного строительного устава и комитета для исправления программы по специальному испытанию удостаиваемых к производству в классные чины служащих ведомства путей сообщения. С 8 мая 1846 года — член Русского географического общества.
Высочайшим приказом от 3 февраля 1849 года П. А. Языков, уже в звании инженер-генерал-майора, был назначен членом совета аудиториата и учебного комитета Главного управления путей сообщения. В 1853 году он занимал должность председателя статистического комитета Главного управления. В 1858 году Языков был назначен директором департамента железных дорог. На этой должности он пробыл до 1865 года, когда стал членом совета министерства путей сообщения. В 1859 году Языков был произведён в генерал-лейтенанты.
Умер 6 (18) августа 1869 года и был похоронен на Новодевичьем кладбище в Санкт-Петербурге.

## Издание журнала и сочинения
Языков, исполняя свои обязанности, посвящал своё время и изданию «Журнала Министерства путей сообщения». Так, в 1834 году он стал действительным членом комитета по изданию журнала. В 1843 году в качестве члена общего присутствия департамента проектов и смет в круг его обязанностей входило рассмотрение статей для журнала.
Кроме того, он сам опубликовал в журнале некоторые свои сочинения. В их число входят статьи: «О разрешении построением задач 3-й и 4-й степени» (перевод Ламе, 1827 г.); «О соображениях стратегических, имеющих непосредственное влияние на искусство инженеров путей сообщения» (1836 г.); «О пользе крепостей» (1837 г.); «Определение теории искусств вообще»; «Польза, приносимая теорией в действиях практических» (1838 г.); «О ходе и развитии теории стратегии» (1839 г.); «Описание прохода чрез Сен-Готард»; «О пользе укреплённых лагерей в стратегическом отношении»; «Замечания относительно системы расположения крепости Кобленца»; «Известия о новой крепости, устроенной в Тироле» (1840 г.) и «О дорогах, составляющих стратегические линии» (1841 г.). Некоторые вышеупомянутые свои сочинения по стратегии и по военной географии Языков опубликовал отдельно.

## Семья
Был женат (с 15.06.1832) на Алевтине Арсеньевне Жеребцовой (1814—1879), сестре виленского губернатора Н. А. Жеребцова, дочери Арсения Александровича Жеребцова и Прасковьи Николаевны Толстой (1789—1867), в свое время известной особы в Петербурге, состоявшей в открытой связи с министром двора князем П. М. Волконским. Похоронена рядом с мужем на Новодевичьем кладбище. В браке родился сын Александр (1841—19 ?; окончил Пажеский корпус) и дочь Надежда (12.07.1850, Париж— ?).